# آلية أخذ عينات الشرج
آلية أخذ عينات الشرج أو آلية اعتيان الشرج (بالإنجليزية: Anal sampling mechanism)‏ هو منعكس يكشفُ عن محتوياتِ قبوِ المُستقيم ويمنعُ إفرازَ البراز بشكلٍ غير متوقع. يُساعد هذا المنعكس في منع سلس البراز، ويسمحُ بحدوث إطلاق الريح الإرادي دونَ التخلص من البراز الصلب أيضًا، وذلك بغض النظرعن وجود موادٍ برازية في قناة المستقيم. الأساس الفيزيولوجي لهذه الآلية غير مفهومٍ جيدًا.